# طارق سالم
طارق سالم، ولد يوم 6 فيفري 1976، هو لاعب كرة قدم تونسي سابق في خطّة متوسط ميدان هجومي. وهو يشغل خطّة مدير فني في النادي الرياضي الصفاقسي منذ سبتمبر 2015.

## الفرق التي لعب فيها
- 1996 - 2003 : النادي الرياضي الصفاقسي
- 2004-2003 : النادي الإفريقي
- 2005-2004 : القوافل الرياضية بقفصة
- 2007-2005 : الاتحاد الرياضي المنستيري
- 2008-2007 : القوافل الرياضية بقفصة
- 2009-2008 : الاتحاد الرياضي المنستيري

## الألقاب
- بطولة الأندية العربية لأبطال الدوري : 2000 مع النادي الرياضي الصفاقسي
- كأس الرابطة التونسية لكرة القدم : 2003 مع النادي الرياضي الصفاقسي